# تراينتشه
تراينتشه هو الاسم الذي أطلق على أقدم هيكل عظمي إنساني وجد في هولندا (7000-7500 عام مضت، في الفترة المبكرة من ثقافة سويفتربانت). 
وقد وجد بالبحث أن تراينتشه كانت امرأة يبلغ عمرها 50 عاماً تقريباً، أم لعدة أبناء، وكانت تتمتع بصحة جيدة، وقد تآكلت أسنانها من أكل الأكل النئ، أو ربما من أكل جلود الحيوانات.
وقد وجدت بقايا هيكلها عام 1997 أثناء التنقيب عن حفريات أثرية في موقع بولدرفيخ POLDERWEG ببلدية هاردينكسفيلد- خيسيندام، وذلك قبل بناء بيتواروته. واسم "تراينتشه" إشارة إلى القطارات هناك، ولكن ربما أيضاً لامرأة اسمها" تراينتشه  التي تعيش بالقرب من الموقع.
ويمكن الاطلاع على إعادة بناء تراينتشه في متحف De Koperen Knop في هاردينكسفيلد- خيسيندام.

## هوامش
- Ariva rijdt op de MerwedeLingelijn met een treinstel vernoemd naar Trijntje.